# Adaina cinerascens
Adaina cinerascens là một loài bướm đêm trong họ Pterophoridae. Loài bướm đêm này được tìm thấy ở Bắc Mỹ (bao gồm California, Nevada, Utah, Oregon, Alberta và British Columbia). Con trưởng thành có sải cánh dài 19 mm. Ấu trùng ăn các loài thực vật Balsamorhiza sagittata. Ấu trùng được tìm thấy bên dưới lá cây chủ.